# Grand Prix automobile d'Italie 1927

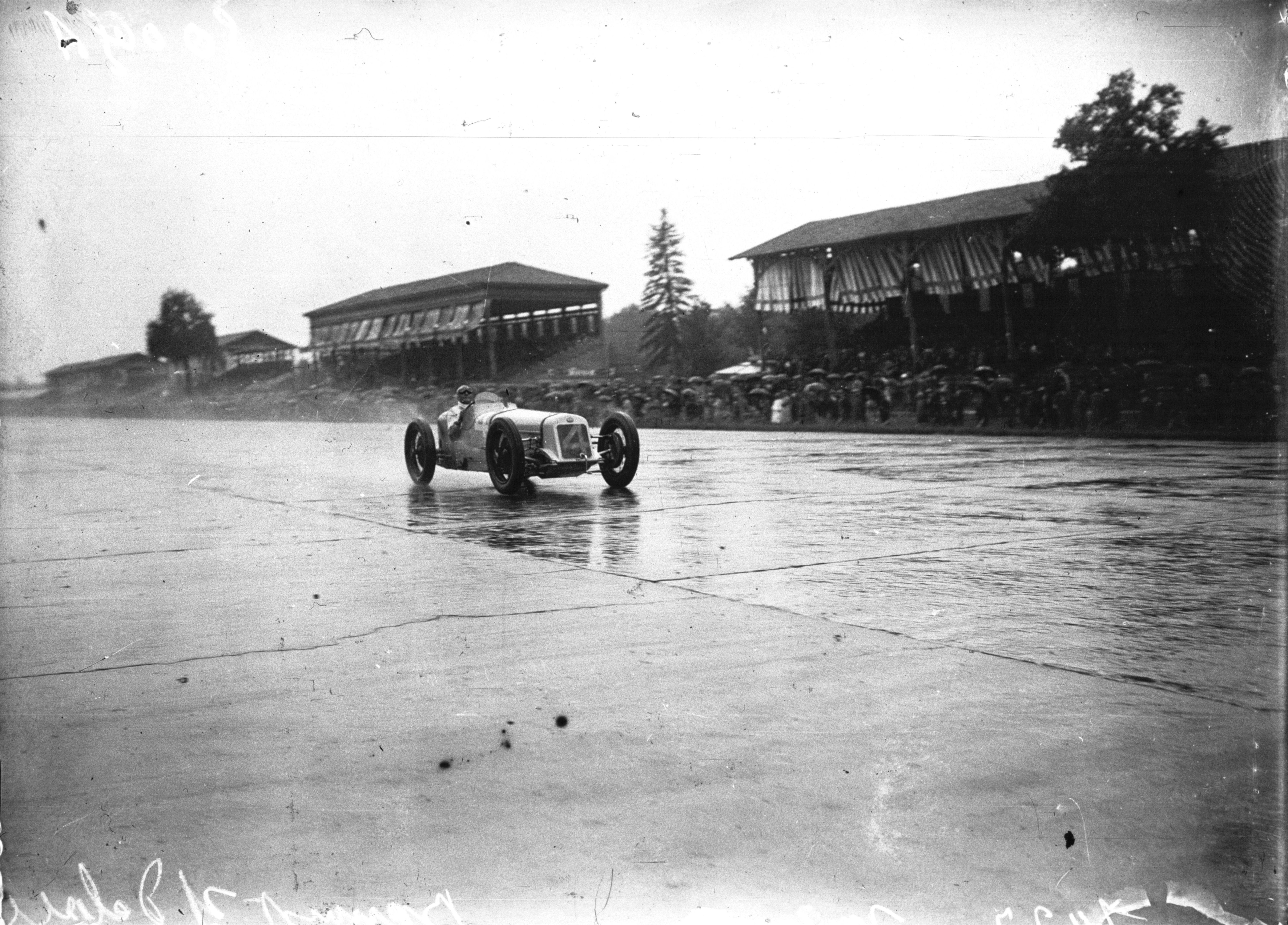
Le vainqueur du GP d'Europe 1927, Robert Benoist.

Le Grand Prix automobile d'Italie 1927 est un Grand Prix qui s'est tenu à l'autodrome de Monza le 4 septembre 1927. Le vainqueur de cette épreuve a également reçu le titre honorifique de vainqueur du Grand Prix automobile d'Europe.

## Classement
| Pos  | N° | Pilote                       | Écurie         | Tours | Temps/Abandon        |
| ---- | -- | ---------------------------- | -------------- | ----- | -------------------- |
| 1    | 4  | Robert Benoist               | Delage 155B    | 50    | 3 h 26 min 59 s      |
| 2    | 12 | Giuseppe Morandi             | OM 865         | 50    | 3 h 49 min 32 s      |
| 3    | 10 | Earl Cooper Peter Kreis (en) | Miller 91      | 50    | 4 h 2 min 5 s        |
| 4    | 6  | Ferdinando Minoia            | OM 865         | 50    | 4 h 2 min 28 s       |
| Abd. | 8  | George Souders               | Duesenberg     | 12    | Carburateur, magnéto |
| Abd. | 2  | Peter Kreis (en)             | Miller (en) 91 | 1     | Carter               |

Légende :
- Abd.= Abandon